# Lovendaalsebeek
De Lovendaalsebeek is een beek in de wijk 't Ven in de Nederlandse gemeente Venlo. De beek ligt op de rechteroever van de Maas en ligt in het stroomgebied van de Maas.
De beek begint als Grensbeek, welke Nederland binnenstroomtvanaf het meest oostelijke punt van de gemeente Venlo. Vanaf daar loopt de beek via Huize Lovendael verder om uit te monden in de Rijnbeek. De beek heeft een lengte van 955 meter.